# Sebastian Koch
 (avril 2016).
Si vous disposez d'ouvrages ou d'articles de référence ou si vous connaissez des sites web de qualité traitant du thème abordé ici, merci de compléter l'article en donnant les références utiles à sa vérifiabilité et en les liant à la section « Notes et références ».
Pour les articles homonymes, voir Koch.
Sebastian Koch [zeˈbasti̯an kɔx] est un acteur allemand, né le 31 mai 1962 à Karlsruhe (Bade-Wurtemberg).
Il est révélé au grand public en 2006 par son rôle dans le drame allemand La Vie des autres, primé par l’Oscar du meilleur film en langue étrangère en 2007, réalisé par Florian Henckel von Donnersmarck, et pour lequel il remporte le Bambi du meilleur acteur.
Durant les années 2000 et 2010, sa carrière est européenne et internationale. Pour ses projets européens, on peut citer Amen. (2002) de Costa-Gavras, la série Napoléon (2002), Black Book (2006) de Paul Verhoeven, Au nom de ma fille (2016) de Vincent Garenq et L'Œuvre sans auteur (2018), à nouveau sous la direction de Donnersmarck , pour lequel il remporte un second Bambi du meilleur acteur.
Parmi ses projets hollywoodiens figurent : Die Hard : Belle journée pour mourir (2013) de John Moore, Le Pont des espions (2015) réalisé par Steven Spielberg, Danish Girl (2015) de Tom Hooper et la série d’espionnage Homeland dans laquelle il joue un rôle important dans les saisons 5 et 6.

## Biographie

### Origines et formation
Andreas Sebastian Koch, naît le 31 mai 1962 à Karlsruhe de Margret Koch, mère célibataire. Il grandit avec elle à Stuttgart et vit quelques années dans un foyer pour enfants où elle travaille comme responsable de l’entretien. Ensuite, il déménage à Obertürkheim où sa mère a ouvert un magasin de produits frais.
Enfant, il apprend la trompette et la guitare et envisage de devenir musicien ou professeur de musique.
Adolescent, il est champion de saut en hauteur du Wurtemberg.
À la fin des années 1970, le metteur en scène Claus Peymann, alors en poste au Staatsoper Stuttgart, le convainc d’embrasser la carrière d’acteur.
Après plusieurs échecs, Sebastian Koch parvient en 1982 à intégrer la célèbre école Otto-Falkenberg de Munich, dont il suit les cours jusqu’en 1985. Parallèlement, il lui arrive de jouer au Theater der Jugend et il suit en même temps trois années de cours de chant.

### Carrière
Sebastian Koch fait sa première apparition à la télévision en 1980 dans la série Derrick, puis en 1986 dans un épisode de la série policière allemande Tatort. S'ensuivent de nombreux polars comme Der Mann mit der Maske ou Die brennende Schnecke, jusqu’en 1997 où il interprète le rôle d’Andreas Baader dans le film en deux parties Todesspiel (de) d'Heinrich Breloer.
En 2002, il tourne dans la mini-série Napoléon, aux côtés de Gérard Depardieu, John Malkovich et Isabella Rossellini. Deux ans plus tard, il joue dans le téléfilm Princesse Marie, avec Catherine Deneuve.
En 2006, il est à l’affiche du drame La Vie des autres de Florian Henckel von Donnersmarck. Le film remporte en 2007 l’Oscar du meilleur film en langue étrangère, ainsi que le BAFTA-Award, le César du meilleur film étranger en 2008, le prix du cinéma européen et le prix du Film allemand.
Toujours en 2006, il tourne dans Black Book de Paul Verhoeven. Le film est présenté durant la Mostra de Venise et le Festival international du film de Toronto.
En 2008, il tient le rôle de Wolf Larsen dans la mini-série télévisée Sea Wolf (en) inspirée du roman éponyme de Jack London. Il est récompensé par la Guilde canadienne des réalisateurs et remporte une nomination pour les International Emmy Awards de 2010.
En 2010, il est présent dans la comédie tragique anglaise Albatross, le film Sans identité (avec Liam Neeson et Diane Kruger) réalisé par Jaume Collet-Serra et également dans la série Camelot, aux côtés d’Eva Green et Joseph Fiennes.
En 2013, il joue dans le film Die Hard : Belle journée pour mourir avec Bruce Willis.
En 2016, il tourne dans le film français Au nom de ma fille, d’après des faits réels, il y interprète le rôle du médecin allemand Dieter Krombach qui est accusé d’avoir tué sa belle-fille. Cette même année, il joue dans Le Pont des espions de Steven Spielberg, dans Danish Girl de Tom Hooper avec Eddie Redmayne et Alicia Vikander et dans Nebel im August, réalisé par Kai Wessel.
En 2018, il tourne de nouveau sous la direction de Florian Henckel von Donnersmarck dans le film en deux parties L'Œuvre sans auteur.

### Activités connexes
Depuis 2019, Sebastian Koch est membre de l’Academy of Motion Picture Arts and Sciences, qui décerne chaque année les Oscars.

### Vie privée
Sebastian Koch vit à Berlin.
En 1996, il a eu une fille avec la journaliste Birgit Keller, Paulina, devenue actrice.
Entre 2001 et 2005, il a une relation amoureuse avec l’actrice allemande Anna Schudt (de)[réf. nécessaire].
De 2005 à 2009, il vit avec l’actrice néerlandaise Carice van Houten, rencontrée lors du tournage de Black Book (2006). Leur relation s’interrompt car la vie commune est rendue difficile lorsque l’un vit à Berlin et l’autre à Amsterdam, mais ils restent en bons termes.
En 2013, il a un second enfant du nom de Jacob.

## Filmographie

### Cinéma
- 1991 : Transit de René Allio : Gerhardt
- 1992 : Cosima's Lexikon de Peter Kahane : Gerhardt
- 1995 : Flirt de Hal Hartley : Dick
- 1996 : Ein fast perfekter Seitensprung de Reinhard Schwabenitzky : Martin von Platt / Hennys Bräutigam
- 1999 : Das Tal der Schatten de Nathaniel Gutman : Von Sviet
- 1999 : La Chanson du sombre dimanche (Ein Lied von Liebe und Tod) de Rolf Schübel : Obersturmbannführer Eichbaum
- 2001 : Le Tunnel (Der Tunnel) de Roland Suso Richter : Matthis Hiller
- 2002 : Amen. de Costa-Gavras : Höss
- 2003 : La Classe volante (Das fliegende Klassenzimmer) de Tomy Wigand : Höss
- 2004 : Tödlicher Umweg de Curt M. Faudon : Philipp
- 2006 : La Vie des autres (Das Leben der Anderen) de Florian Henckel von Donnersmarck : Georg Dreyman
- 2006 : Black Book de Paul Verhoeven : Ludwig Müntze
- 2007 : Rudy de Peter Timm : Thomas Bussmann
- 2008 : In jeder Sekunde de Jan Fehse : Dr Hans Frick
- 2009 : Effi Briest de Hermine Huntgeburth : le baron Geert von Instetten
- 2011 : Manipulation de Pascal Verdosci : Harry Wind
- 2011 : Sans identité (Unknown) de Jaume Collet-Serra : le professeur Bressler
- 2011 : Albatross de Niall MacCormick : Jonathan
- 2012 : Das Wochenende de Nina Grosse : Jens Kessler
- 2012 : Dieu aime le caviar (O Théos agapaï to kaviari) de Yánnis Smaragdís : Varvakis
- 2012 : In the Shadow (Ve stínu) de David Ondříček : Zenke
- 2012 : Suspension of Disbelief de Mike Figgis : Martin
- 2013 : Oktober November de John Moore : Komorov
- 2013 : Die Hard : Belle journée pour mourir (A Good Day to Die Hard) de John Moore : Komorov
- 2015 : Le Pont des espions (Bridge of Spies) de Steven Spielberg : Wolfgang Vogel
- 2015 : Danish Girl de Tom Hooper : le docteur Warnekros
- 2016 : Au nom de ma fille de Vincent Garenq : Dieter Krombach
- 2016 : Ransom Games de Jim Gillespie : Bobby Hartmann
- 2016 : Nebel im August de Kai Wessel : Dr Werner Veithausen
- 2018 : L'Œuvre sans auteur de Florian Henckel von Donnersmarck : Pr Carl Seeband
- 2018 : Bel Canto de Paul Weitz : Messner

### Télévision

#### Séries télévisées
- 1987 : Tatort : Heinz Stolle
- 1988 / 1994 : Le Renard (Der Alte) : Hansi Wallner / Herr Pontini
- 1990 : L'Enquêteur (Der Fahnder) : Frank Hofmeister
- 1990 / 1993 : Un cas pour deux (Ein Fall für zwei) : Schütz / le docteur Martin Velder
- 1993 : Hecht & Haie : Hans Ditsch
- 1994 : Wolff, police criminelle (Wolffs Revier) : Stefan Schmidt
- 1994 : Inspecteur Derrick (Derrick) : Martin Sasse
- 1994 : Une équipe de choc (Ein starkes Team) : Stefan
- 1994 : Rosa Roth : Rolf Kage
- 1995 : Alles außer Mord ! : Jo Möller
- 1996 : Section K3 : Richard Diestel
- 1996 : Les Alsaciens ou les Deux Mathilde : Edwin Wismar-Marbach
- 1997 : Schimanski : Dirk Vogel
- 1997 / 2011 : Bella Block : Friedemann Mommsen / Max Klöckner
- 1999 : Maître da Costa : Igor Schwartz
- 1999 : Anwalt Abel : Peter Salewsky
- 1999 : Nanà : Philippe
- 2003 : Le Dernier témoin (Der letzte Zeuge) : Tim Guddenberg
- 2005 : Speer et Hitler : l'Architecte du diable (Speer und Er) : Albert Speer
- 2005 : Sperling : Georg Giessen
- 2006 : Les Pêcheurs de coquillages (The Shell Seekers) :Cosmo
- 2009 : Sea Wolf : Wolf Larsen
- 2011 : Camelot : Roi Uther Pendragon
- 2015-2016 : Homeland : Otto Düring
- 2019 : Le Nom de la rose (Il nome della rosa) : le baron de Neuenberg
- 2020 : Shadowplay : le docteur Werner « Engelmacher » Gladow

#### Téléfilms
- 1991 : Der Tod kam als Freund de Nico Hofmann : Gerhard Selb
- 1993 : Ein unmöglicher Lehrer de Rolf Silber : Robby
- 1994 : Freundinnen d'Heiko Schier : Marcel
- 1994 : Der Mann mit der Maske de Peter Schulze-Rohr : Bernhard « Bernd » Schild
- 1995 : Mort aux enchères (Blutige Spur) de Carlo Rola : Daniel
- 1995 : Schrecklicher Verdacht de Jeannot Szwarc : Ernst Hoffmann
- 1995 : Hart to Hart : Two Harts in 3/4 Time de Michael Tuchner : Kurt
- 1996 : Les Alsaciens ou les Deux Mathilde (Die Elsässer) de Michel Favart : Edwin Wismar-Marbach
- 1996 : Der Mörder und die Hure de Michael Lähn : Roman
- 1996 : Die brennende Schnecke de Thomas Stiller : Gerd
- 1996 : Die Nacht hat 17 Stunden de Diethard Klante : le docteur Stadler
- 1996 : Zwei vom gleichen Schlag de Konrad Sabrautzky : Sven Eisner
- 1996 : Fähre in den Tod d'Heiner Carow : Clas van Damme
- 1999 : Le Cocu magnifique de Pierre Boutron : Estrugo
- 1999 : Schwarzes Blut de Diethard Klante : Patrick Schönfeldt
- 1999 : Der Mörder meiner Mutter de Lars Kraume : Marc Balthasar
- 2000 : La Malédiction de la statue noire (Die Rückkehr des schwarzen Buddha) de Ronald Eichhorn : Max / Nick
- 2001 : Thomas Mann et les siens (Die Manns – Ein Jahrhundertroman) d'Heinrich Breloer : Klaus Mann
- 2002 : Napoléon d'Yves Simoneau : le maréchal d'Empire Jean Lannes
- 2003 : Tauerngold de Rüdiger Nüchtern : Jakob Hirzbacher
- 2003 : Zwei Tage Hoffnung de Peter Keglevic : Helmut Kaminski
- 2004 : Opération Walkyrie (Stauffenberg) de Jo Baier : Claus von Stauffenberg
- 2004 : Princesse Marie de Benoît Jacquot : Rudolph Loewenstein
- 2007 : Auf dem Vulkan de Claudia Garde : le docteur Moritz Jung

## Distinctions
- 2006 : Bambi du meilleur acteur pour La Vie des autres
- 2018 : Bambi du meilleur acteur pour L'Œuvre sans auteur
- 2021 : prix « Die Europa » pour l’ensemble de sa carrière au Festival du film international de Brunswick[9]

## Jeux vidéo
- 2018 : 11-11 Memories Retold : Kurt (doublage)